# خسرو جمشيدي

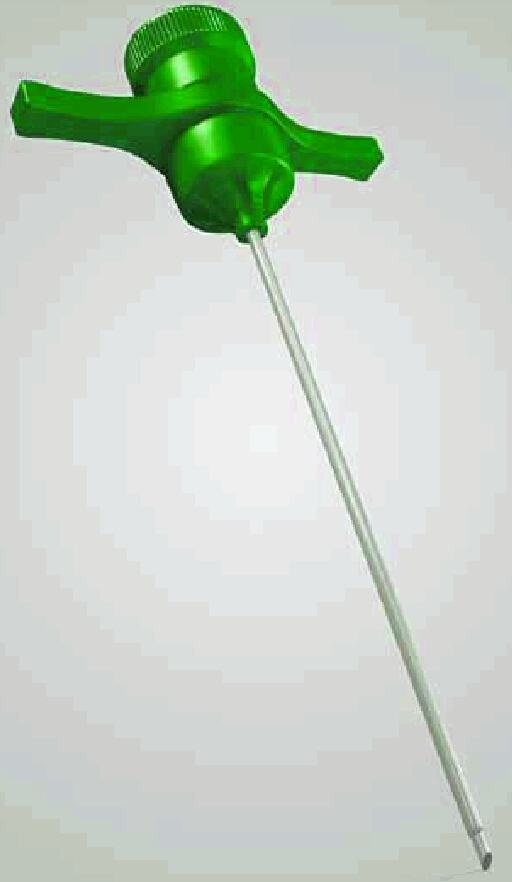
إبرة جمشيدي

خسرو جمشيدي (بالفارسية: خسرو جمشیدی) طبيب أمراض دم إيراني اخترع في عام 1975 إبرة جمشيدي المستخدمة اليوم لفحص نخاع العظم .